# Occhi di serpente
Occhi di serpente, in lingua originale Dangerous Game (noto anche come Snake Eyes), è un film del 1993 diretto da Abel Ferrara.

## Trama
Il regista Eddie Israel, marito di Madlyn e padre di Tommy, è alle prese con la lavorazione del suo ultimo film The mother of mirrors ("La madre degli specchi"); gli attori protagonisti del film sono: Sarah Jennings nel ruolo di Claire, una giovane che, stanca di una routine coniugale vissuta sotto il segno degli eccessi, decide di dedicarsi alla fede, e Frank Burns che interpreta Russell, marito di Claire che, nauseato dalla scelta della moglie, vorrebbe ricondurla alla vita dissoluta di un tempo fatta di abuso di droghe e alcol e sessualità promiscua, ma al tempo stesso non vorrebbe perderla. Nel film Claire subisce vessazioni e maltrattamenti da parte del marito incapace di accettare la nuova situazione matrimoniale e il conflitto violento tra i due personaggi si riflette anche nella vita reale tra gli attori che ne sono interpreti. Fuori dal set Frank ha una relazione con Sarah, che lo rifiuta dicendo che non ha posseduto lei ma "la ragazza del copione". Eddie guida gli attori all'interno del loro percorso di recitazione indagando a livello introspettivo, al punto da pretendere da loro un realismo totale.
Le vite degli interpreti sul set si intrecciano pericolosamente con quelle dei personaggi in scena; come i loro alter ego Claire e Russell, anche Sarah e Frank si danno all'uso di droghe, mentre Eddie si scontra verbalmente con Frank e intrattiene una relazione con Sarah. Inoltre, la scena in cui il personaggio di Russell possiede con violenza Claire si traduce in un vero abuso sessuale che Sarah subisce dal collega Frank. Intanto Eddie decide che la propria vita matrimoniale deve svolgersi senza menzogne: confessa dunque a Madlyn i tradimenti con Sarah e le altre attrici conosciute sul set. Madlyn reagisce male e invita il marito a mostrare il coraggio di confessare tutto ciò in presenza del figlio, provocandone così l'allontanamento dalla famiglia. Eddie è sempre più coinvolto nelle trame del proprio film fino alle estreme conseguenze, tanto da assumere in dosi massicce alcool e droghe: in tale modo perde il contatto con la realtà e immagina di essere sul set. Russell si avvicina infine a Claire e, sicuro di averla persa per sempre, ritiene di non avere altra scelta se non spararle un colpo alla testa.

## Produzione
Il film è prodotto da Cecchi Gori Group e Maverick Films, casa di produzione della protagonista Madonna.
Il set del film nel film è costituito da un appartamento ricostruito (a cura dello scenografo) agli Hollywood Center Studios di Los Angeles ed è arredato in modo asettico e impersonale cercando di stilizzare lo spazio nella migliore forma possibile.
La sceneggiatura firmata da Nicholas St. John è una storia di coppia marcata da un conflitto estremo tra dissoluzione e fede ispirata alla vicenda reale degli attori Christopher Lambert e Diane Lane, e a un'idea di Abel Ferrara su un regista intento a portare a termine un suo film.

## Durata
La pellicola, sulla base del risultato di un primo montaggio avvenuto durante la lavorazione, ha una durata di 230 minuti (3 ore e 50 minuti) ma viene ridotto a circa due ore e, con tale metraggio, viene distribuito nelle sale e presentato alla 50ª Mostra del Cinema di Venezia. Il sito Internet movie Database riporta una durata di 108 minuti (1 ora e 48 minuti) del film nella versione "Unrated".

## Distribuzione
Il titolo italiano Occhi di serpente riprende il titolo originale Snake Eyes che sta a significare il punteggio minimo al gioco dei dadi, una sorta di metafora della sfortuna. Il film, però, viene distribuito nel mercato americano con un nuovo titolo Dangerous Game e riceve un "vietato ai minori di 18 anni" (Rated R)
Il film non ottenne affatto un buon successo, non riuscendo neanche a recuperare il budget. I produttori e Ferrara incolparono Madonna , in quanto fu lei a chiedere un taglio massiccio di scene, rovinando totalmente il film.

## Curiosità
- L'intervista al regista Werner Herzog durante il filmato televisivo a cui assiste il personaggio di Eddie in uno dei momenti finali, fa parte del documentario Burden of Dreams diretto da Les Blank, uscito nel 1982 e incentrato sulle difficoltà che hanno caratterizzato la lavorazione del film Fitzcarraldo.
- Abel Ferrara, secondo un'intervista rilasciata al quotidiano britannico The Guardian nel 1994, sostiene che il titolo originale del film, Snake Eyes, sarebbe stato rifiutato dai distributori della MGM per non incorrere in una causa con il regista Cecil Howard che aveva diretto un film porno con lo stesso titolo nel 1985.[1]